# 講談雑誌
講談雑誌（こうだんざっし）は、博文館が発行した大衆文学雑誌。1915年（大正4年）創刊。1954年（昭和29年）に廃刊。
誌名は、かつて講談速記者今村次郎の主宰していた『講談雑誌』から譲り受けた。

## 歴史
1911年（明治44年）に講談社から書き講談の雑誌『講談倶楽部』が創刊されて好調で、次いで1912年創刊の『講談世界』なども人気を得ていたのに続いて創刊された。編集長には、博文館社員で当時26歳の生田調介（蝶介）が就いた。当初は当時の娯楽雑誌と同様に、講談、落語、花柳裏話、探偵実話などが掲載されていた。
1919年に白井喬二が持ち込んだ原稿「怪建築十二段返し」は斬新な内容で好評となり、白井は続いて作品を発表し、1922年に連載した「神変呉越草紙」は芥川龍之介らにも高く評価された。次いで生田の早稲田大学時代の旧友で、戯曲作家を目指していたがバセドー氏病を患って郷里の長野県に帰っていた国枝史郎に、髷物小説を書かないかと依頼し、信濃の伝説、伝承を調べていた国枝による「蔦葛木曽桟」が連載された。彼らは人気作家となり、いわゆる伝奇小説の興隆の最初となった。
1924年に目次欄に生田が書いた「見よ大衆文芸の偉観」というキャッチフレーズは、「大衆文芸」という言葉が用いられた最初で、その後白井喬二らのグループ二十一日会の同人誌の名前『大衆文藝』にもなり、この言葉が世間に流布されるようになって、後の大衆小説の語に繋がった。
1926年にはやはり生田の早稲田大学同窓である三上於菟吉が、翻案小説を連載。生田調介は1926年に辞して小説執筆に転向し、「島原大秘録」などを残した。生田に見いだされた中には、挿し絵画家の岩田専太郎もいた。
昭和に入ってからは、世相を反映してエログロナンセンス調も取り入れていき、1928年からは怪奇ものに詳しい畑耕一による「高橋お伝邪婬鏡」「とかげ娘」「黒風ミイラ船（続とかげ娘）」といった頽唐小説を載せるなど、同誌の特色を醸し出した。
1935年に上塚貞雄（乾信一郎）が編集長になると、小説中心の編集方針に変更され、『新青年』で活躍していた角田喜久雄、海野十三や、博文館系の山本周五郎、富田常雄などの作品が増えた。また上塚は転地療養中の横溝正史に、捕物帖執筆を勧め、1937年に「不知火捕物双紙」、1938年に「人形佐七捕物帳」を連載した。山本周五郎は戦後にも同誌の呼び物となる。
山手樹一郎も『講談雑誌』の編集長をつとめたことがある。

## 注
1. ↑  八木
2. ↑  鏡明『ずっとこの雑誌のことを書こうと思っていた』（フリースタイル）P.85 中田雅久インタビューより